# Bitva v Badungském průlivu
Bitva v Badungském průlivu byla námořní bitva během bojů o Nizozemskou východní Indii za druhé světové války. Odehrála se v noci z 19. na 20. února 1942 v Badunském průlivu mezi ostrovy Bali a Nusa Penida, když námořní síly Nizozemského království a USA zaútočily na zbytek japonských invazních sil po japonském vylodění na Bali. Během bitvy dokázaly čtyři japonské torpédoborce odrazit útok silnějšího protivníka, ochránit obě opožděné transportní lodě a potopit torpédoborec Hr. Ms. Piet Hein. Bitva ukázala převahu Japonců v nočním boji během úvodní fáze války v Pacifiku.

## Pozadí
18. února 1942 japonský invazní svaz začal vyloďovat vojska na ostrově Bali, aby obsadila strategické letiště, z něhož bylo možné ovládat celou Jávu. Tento invazní svaz, kterému velel kontradmirál Kjúdži Kubo, byl složen z křižníku Nagara, 7 torpédoborců a 2 transportních lodí.
Kontradmirál Karel Doorman, který velel spojeným námořním silám USA, Velké Británie, Nizozemska a Austrálie (ABDA-FLOAT), nemohl toto vylodění nechat bez povšimnutí. Nemohl však svoje jednotky soustředit ke společnému útoku, a proto napadl japonský invazní svaz v několika vlnách. Jako první zaútočily ponorky USS Seawolf a HMS Truant, ale nedosáhly žádného úspěchu. Pak došlo k náletu 13 bombardérů B-17 a sedmi A-24, které poškodily transportní loď Sagami Maru.
Poté, co byly transportní lodě úspěšně vyloženy, odplul Kubo s křižníkem Nagara a 3 torpédoborci směrem k Makasaru. V průlivu, který odděluje Bali od ostrova Nusa Besar a který je široký jen 15 mil, zůstaly jen torpédoborce Asašio a Óšio doprovázející transportní loď Sasago Maru a torpédoborce Mičišio a Arašio doprovázející poškozenou transportní loď Sagami Maru.

## Bitva
V noci z 19. na 20. února 1942 dorazily do průlivu Bandung postupně 3 spojenecké skupiny lodí. První pod osobním velením kontradmirála Doormana připlula z Tjilatjapu ve složení: křižníky De Ruyter a Java, torpédoborce Piet Hein, John D. Ford a Pope. Kolem 23. hodiny se Doormanova skupina dostala do přestřelky s torpédoborci Asašio a Óšio. Asašio při ní torpédem potopil torpédoborec Piet Hein. Doormanova skupina pak odplula z bojiště na severovýchod.
Tři hodiny poté dorazila na bojiště 2. skupina spojeneckých lodí pod velením fregatního kapitána T. Blinforda ve složení lehký křižník Tromp a torpédoborce USS Stewart, USS Parrott, USS John D. Edwards a USS Pillsbury. I tato skupina se dostala do přestřelky s torpédoborci Asašio a Óšio. Při ní byl poškozen na jedné straně torpédoborec Óšio a na druhé křižník Tromp a torpédoborec Stewart. Pak ze severu přispěchaly Japoncům na pomoc torpédoborce Mičišio a Arašio. Mičišio se dostal do křížové palby amerických torpédoborců a po několika zásazích zůstal ležet bez pohybu na hladině. Obě skupiny lodí se potom ztratily z dohledu a spojenci odpluli zpět do Surabaje.
Třetí a poslední vlnu tvořilo 7 nizozemských motorových torpédových člunů, které na nepřítele nenarazily a vrátily se zpět do Surabaje.

## Po bitvě
Torpédoborec Mičišio byl odvlečen k opravě do Kendari. Steward byl opravován v Surabaji a po jejím obsazení sloužil Japoncům jako hlídková loď P-102. Křižník Tromp byl provizorně opraven v Surabaji odkud 24. února odplul k dalším opravám do Sydney.